# Кольонія (Дрогобич)
Польмінівська Колонія (також Польміновиці або Кольонія) — місцевість у східній частині міста Дрогобича, що відокремлена залізницею від решти міста. Виникла в 1920-х роках як робітниче селище заводу «Польмін» для польських та іноземних працівників.

## Історія
До XX століття територія сучасної Польмінівської Колонії залишалася незабудованою й складалася переважно з полів. Першою спорудою на цій місцевості стала каплиця, зведена в середині XIX століття на місці, де нині розташована заправка «WOG». Освоєння місцевості розпочалося на початку XX століття, коли в 1909 році було закладено нафтопереробний завод «Польмін».
Будівництво самої колонії стартувало приблизно в 1920-х роках за фінансування заводу «Польмін». Проекти будівель розробив архітектор Ян Семкович, випускник Львівської політехніки, відомий також роботою над Дрогобицькою ратушею. Забудова складалася з вілл на дві сім’ї та багатоквартирних будинків на три і більше сімей, виконаних у стилі неокласицизму. Першими мешканцями стали іноземні співробітники та співробітники з інших кутків Польщі.
Хоча адміністративно колонія входила до Дрогобича, вона була повністю автономна від нього, але повністю залежна від «Польміну». Завод не лише зводив житло й асфальтував вулиці, а й утримував інфраструктуру: школу, сиротинець, каплицю, бібліотеку, клуб, а також спортивні об’єкти та клуби — стадіон і басейн. Імовірно, електроенергія надходила безпосередньо від рафінерії, минаючи міську мережу. Для зручності мешканців курсував автобус від Кольонії до Площі Ринок і назад, причому проїзд для працівників заводу, за деякими даними, був безкоштовним.
Під час Другої світової війни рафінерія «Польмін» неодноразово зазнавала авіаційних ударів через своє стратегічне значення, однак будівлі Кольонії значних руйнувань уникли. Мешканці переважно стикалися з дрібними пошкодженнями, як-от вибиті вікна.
6 серпня 1944 року поблизу селища відбувся двогодинний бій між радянськими військами та німецькими гарнізонами, які прикривали відступ основних сил. Бій завершився о 8:30 відходом німців, після чого Червона армія тріумфально пройшла вулицею Стрийською.
У повоєнний час Кольонія втратила статус робітничого селища. Школа на її території стала загальноосвітньою та отримала восьмий номер, продовживши роботу. Спортивне життя відродилося завдяки створеному при Долотному заводі Футбольному клубу «Долотник», який виступав на місцевому стадіоні, перейменованому теж на «Долотник». Місцевість поступово опинилася в оточенні промислових зон, що змінило її первісний вигляд.
Після здобуття Україною незалежності у 1991 році архітектурна спадщина Кольонії опинилася під загрозою. Стихійні утеплення фасадів, заміна черепичних дахів і прибудови нових приміщень за рахунок веранд призвели до втрати оригінальних форм і фасадів будівель.
Футбольне життя Кольонії після здобуття незалежності завмерло — місцевий стадіон стояв пусткою. Але в 2017 році футбол несподівано повернувся: місцева «Галичина» оживила «Каменяр» і почала грати там свої домашні матчі. Такий стан справ тривав до 2023 року, поки «Галичина» не вирішила перебратися ближче до центру Дрогобича — на поле ДЮСШ.

## Дозвілля

### Міжвоєнний період
Зі спортивного дозвілля, окрім заводської футбольної команди, можна було вступити до багатьох спортивних клубів, які фінансувалися заводом. Наприклад, стрілецький та автомобільний клуби, а також скаутська організація «Польмін імені Леопольда Ліса-Кулі».
Також за фінансування заводу проходив «Кубок Польміну» із велоспорту. Учасники їхали майже 100 кілометрів за маршрутом Дрогобич-Стрий-Пісочна-Дрогобич.

## Примітні будівлі

### Розважальні споруди
- Казино — будівля колишнього казино, що належало «Польміну», збудована до 1925 року за проектом архітектора Яна Семковича.[4][8] У радянські часи тут була будівля банку, а тепер будівля простоює.

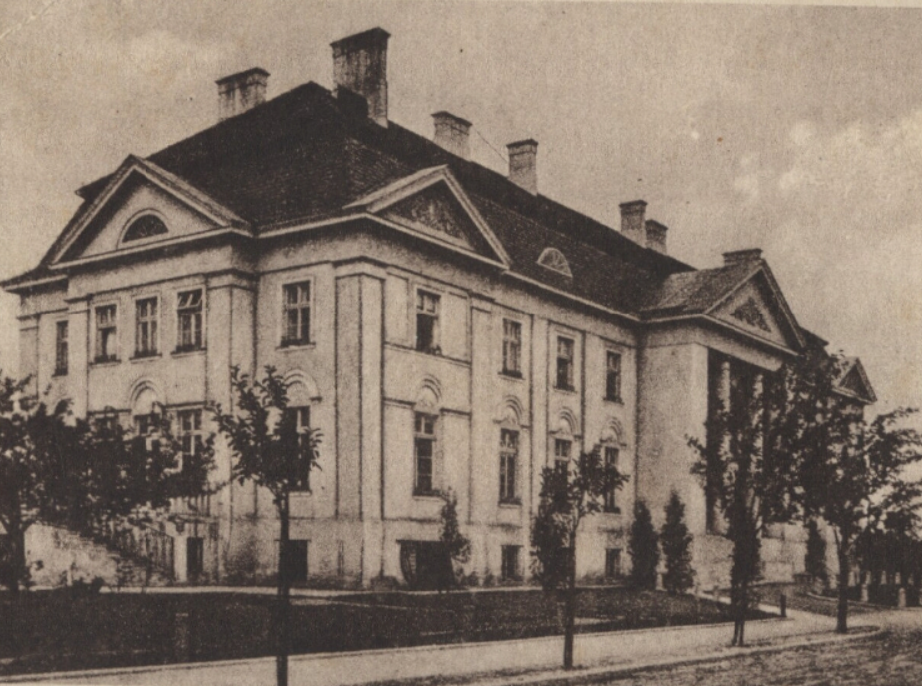
Казино в 1925 році.
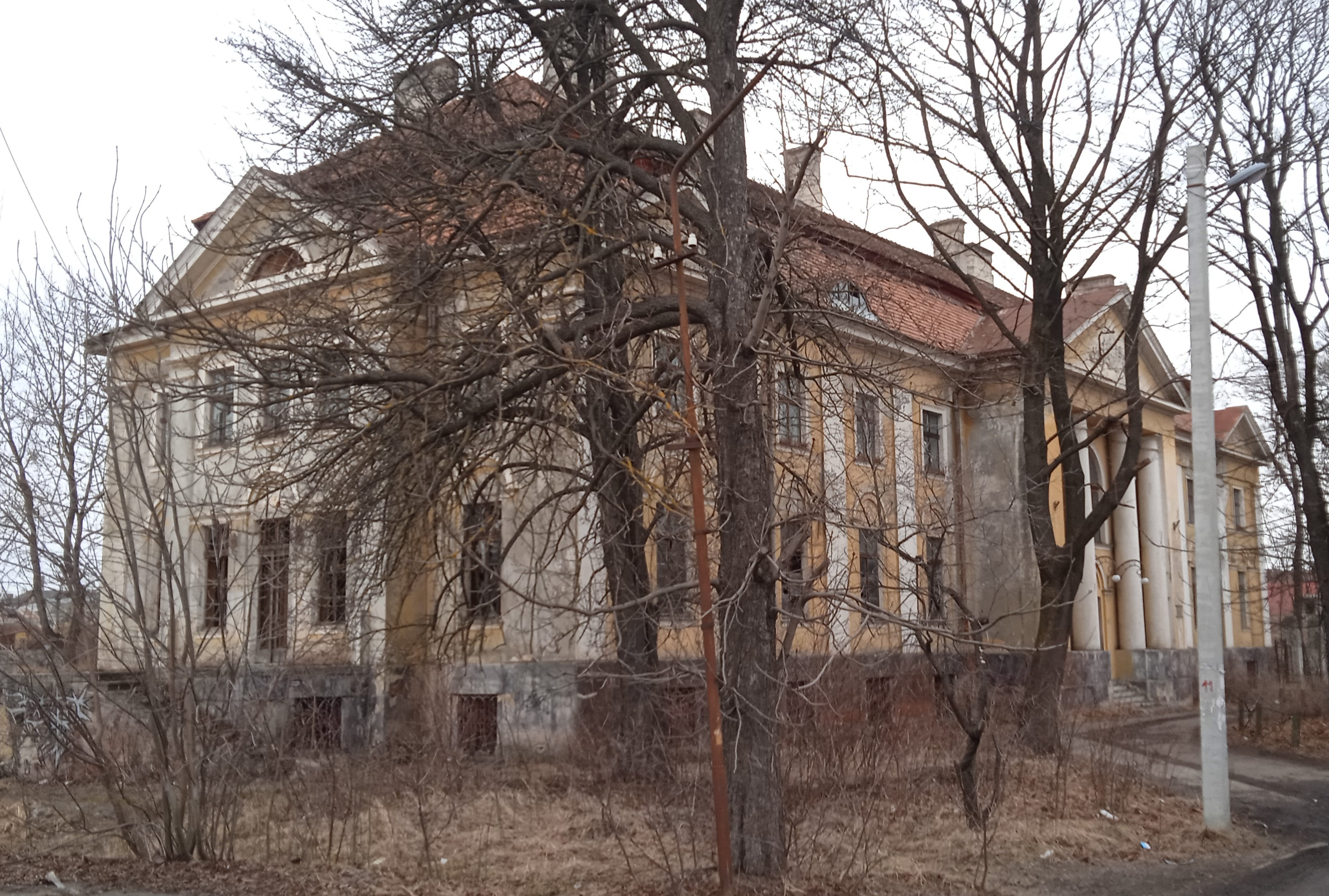
Казино в 2022 році.

### Вілли

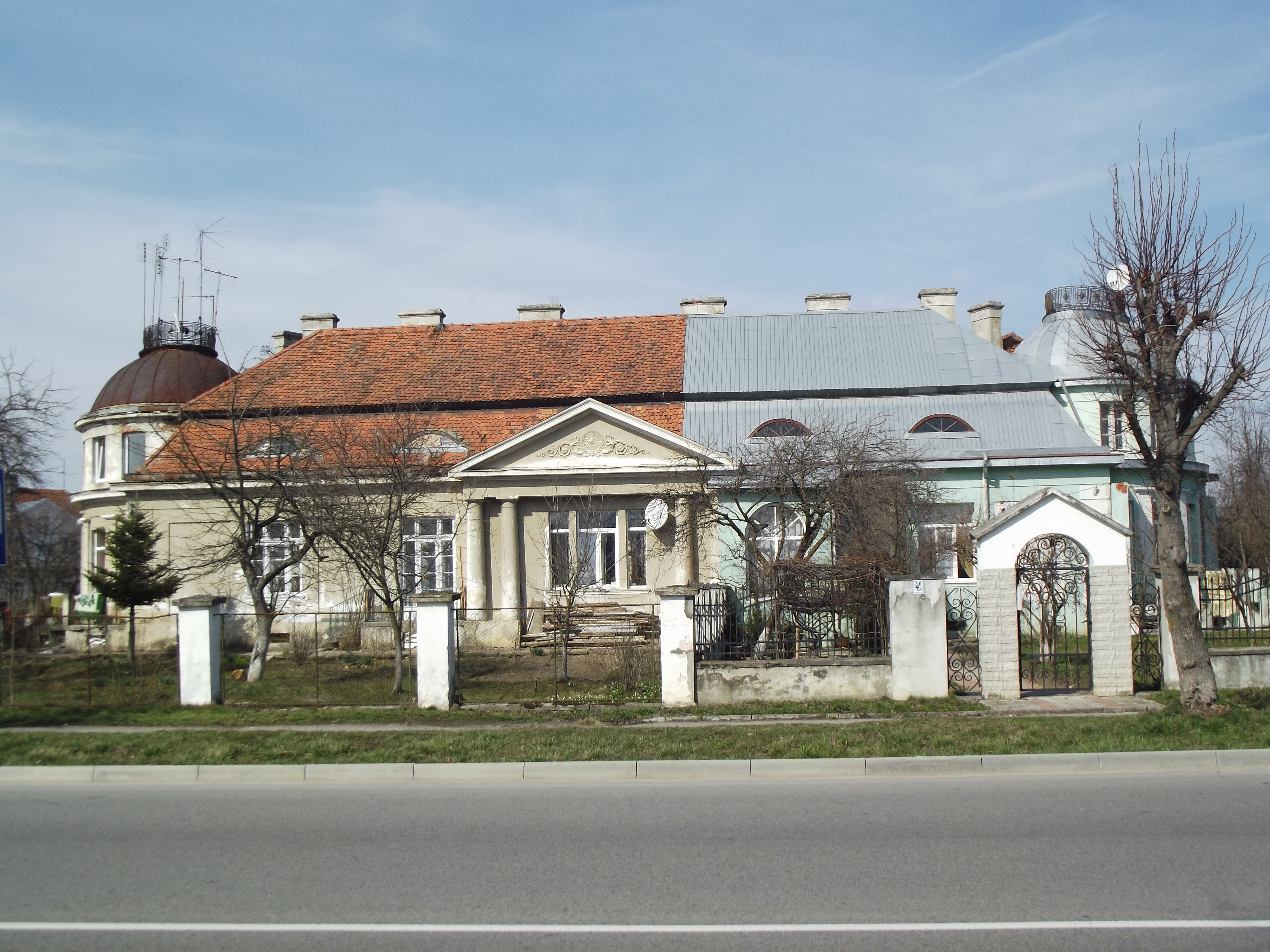
Польмінівські вілли — вілли на дві сім'ї, архітектор Ян Семкович. Єдині будівлі на все місто, які мають овальні кімнати.[2]  - Вид зі сторони вулиці Стрийської.
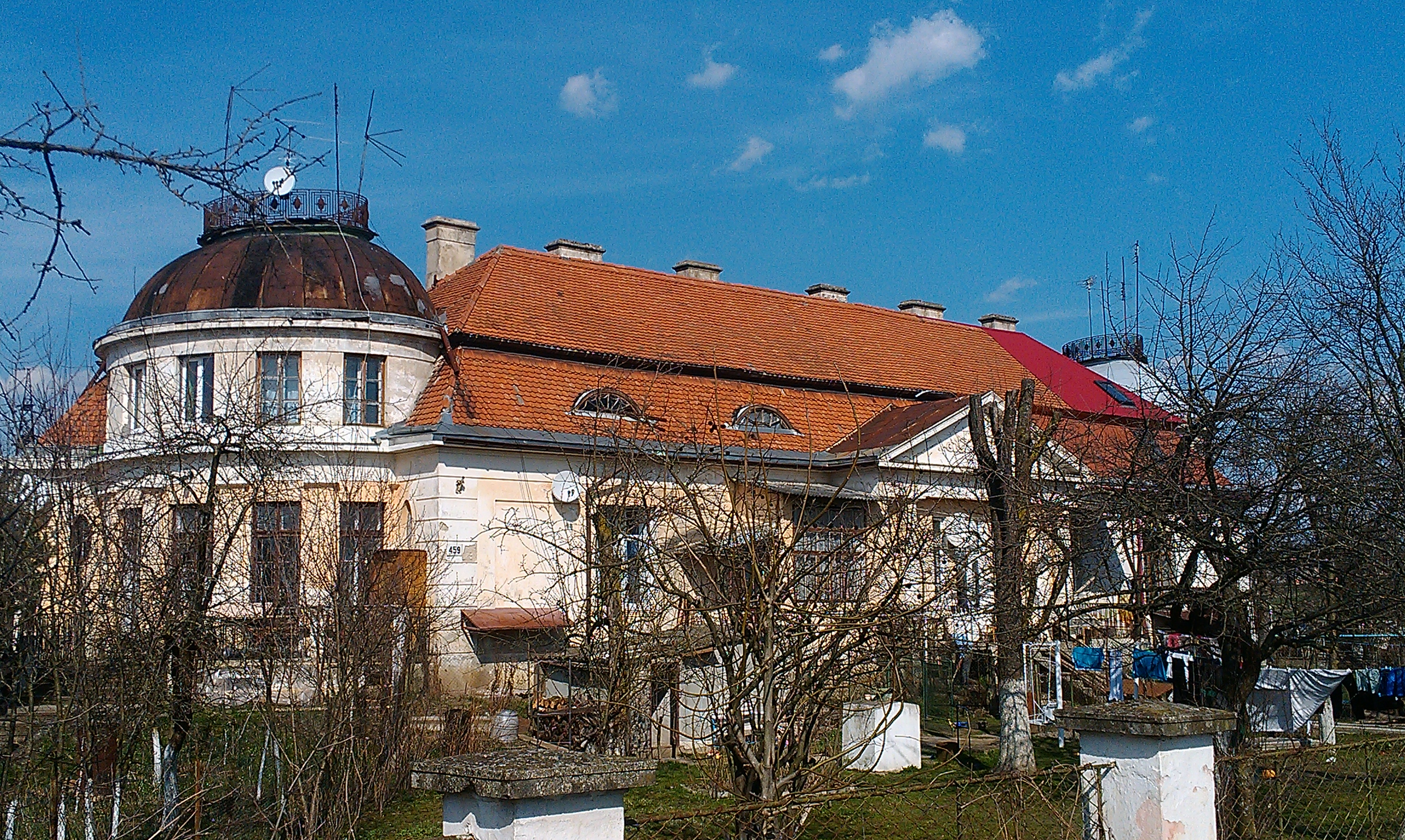
Вид на циліндричну кімнату
  - Вид на циліндричну кімнату

## Галерея

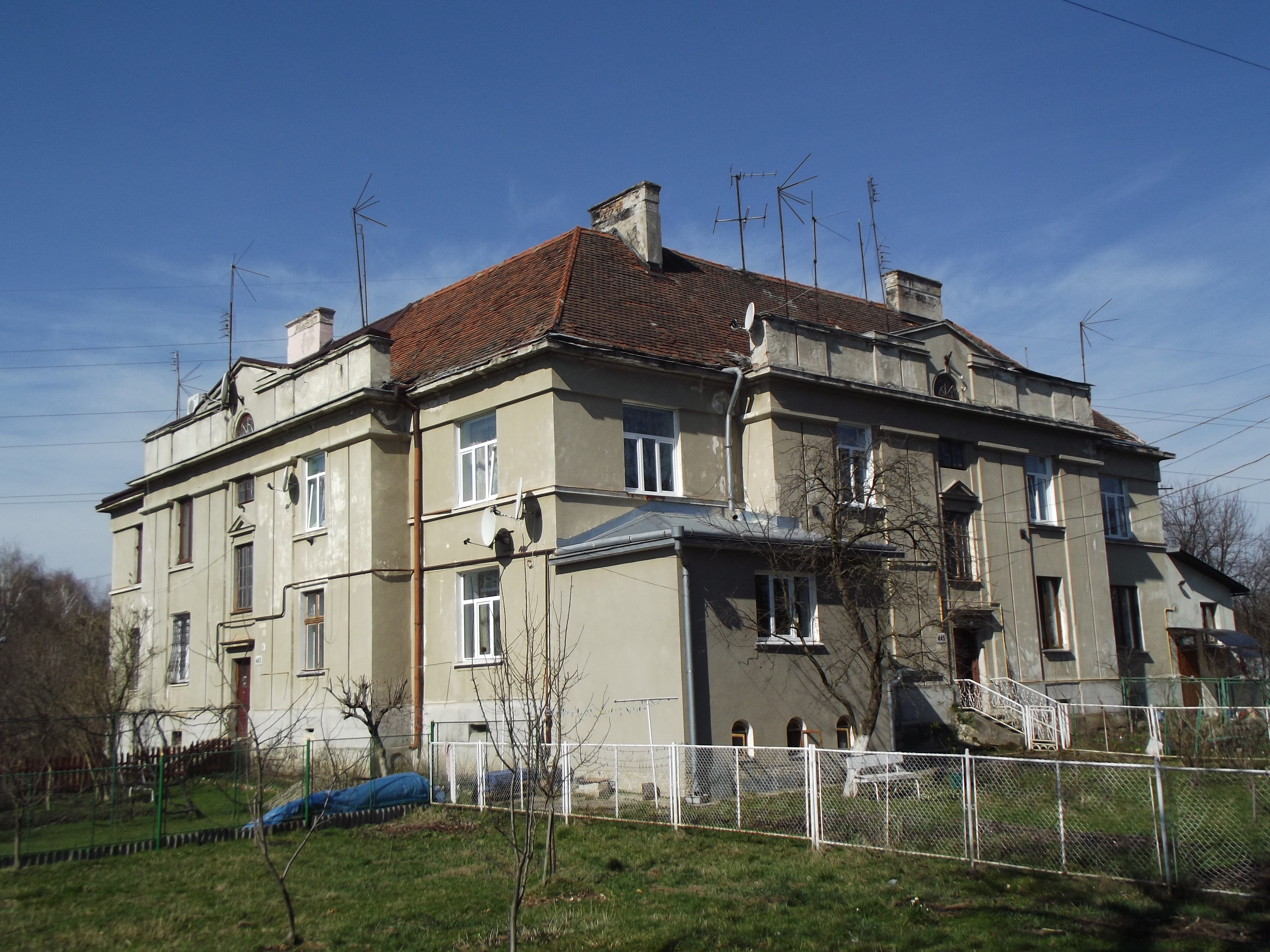
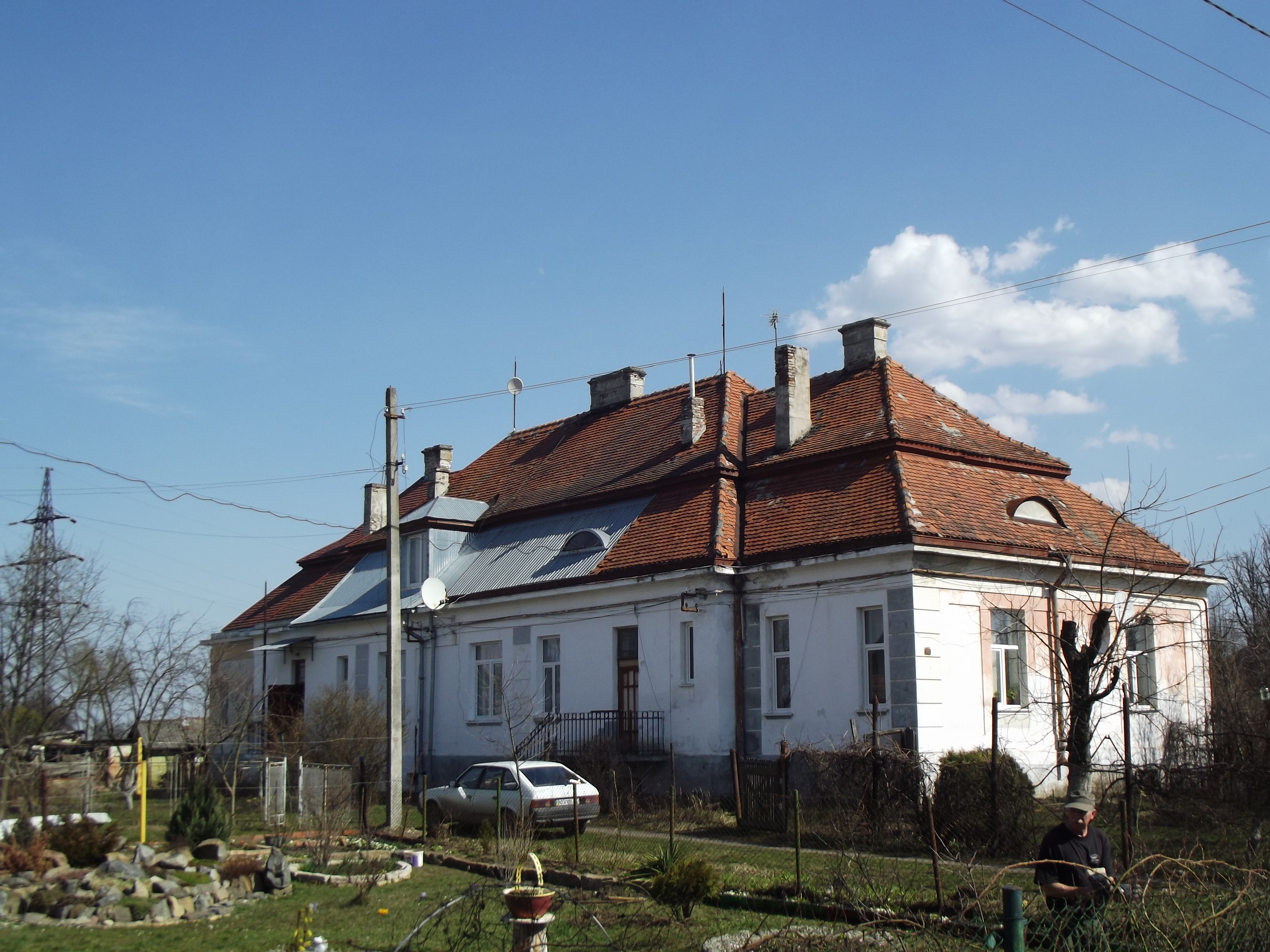
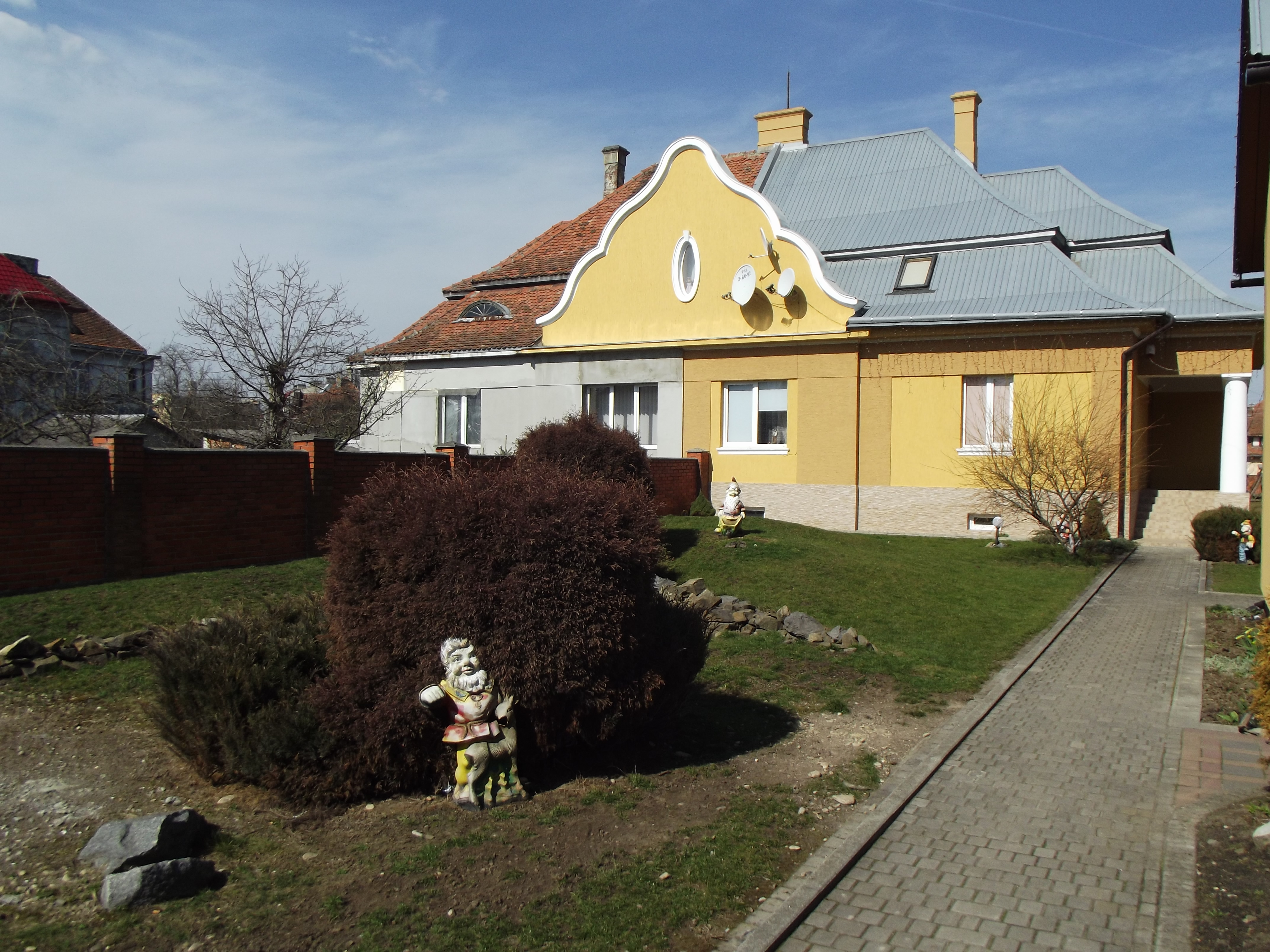
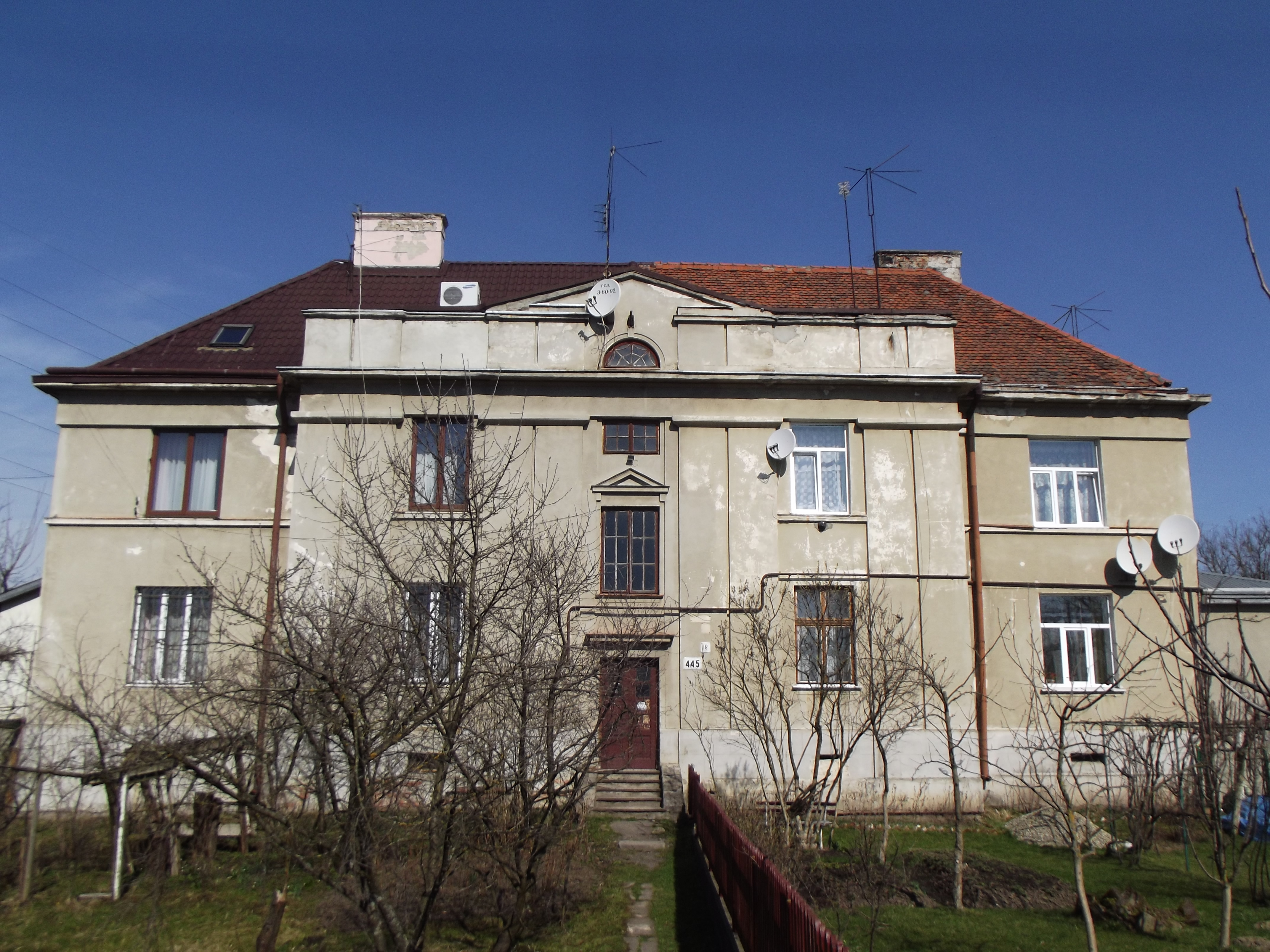
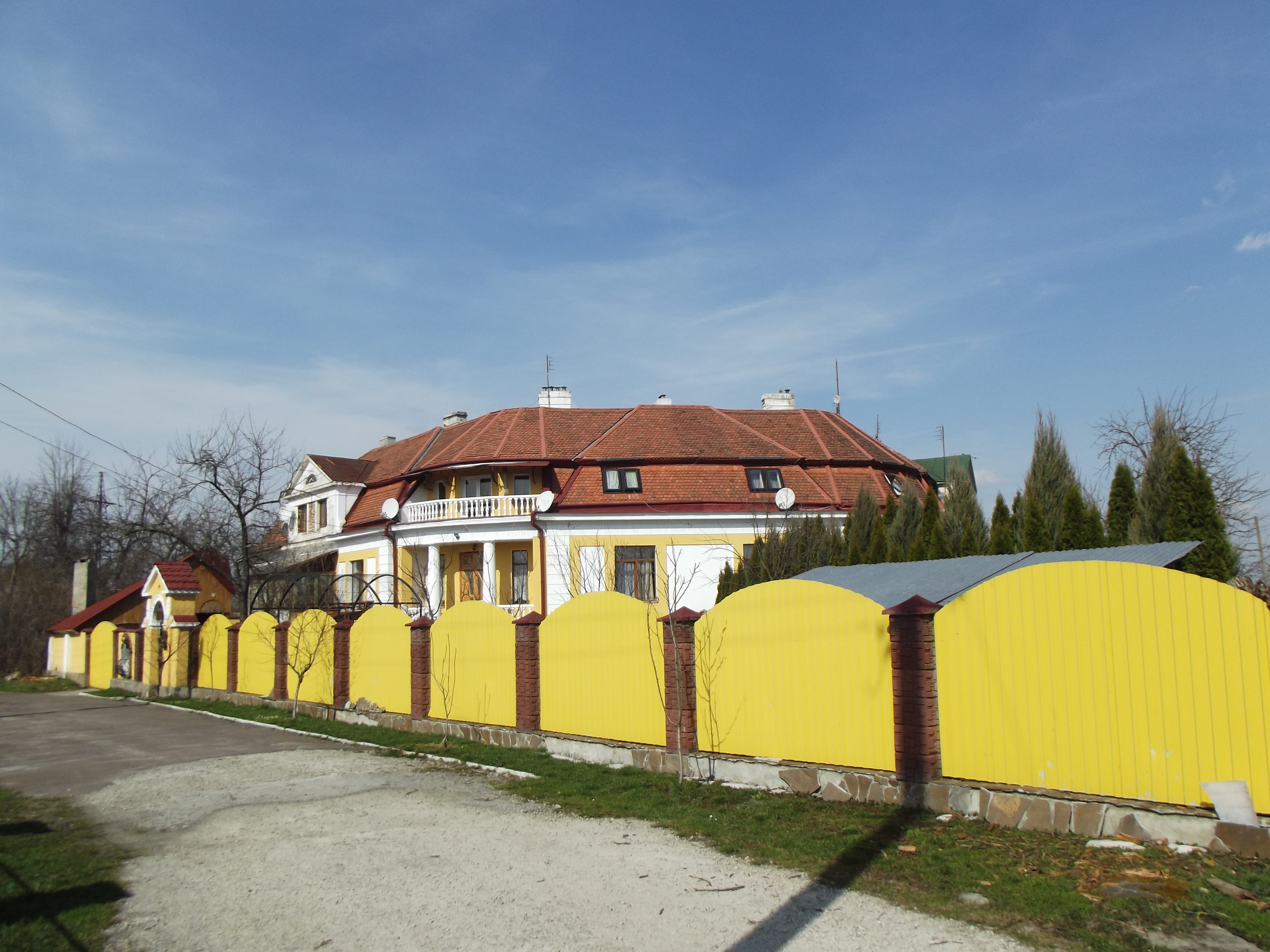

### Заклади освіти

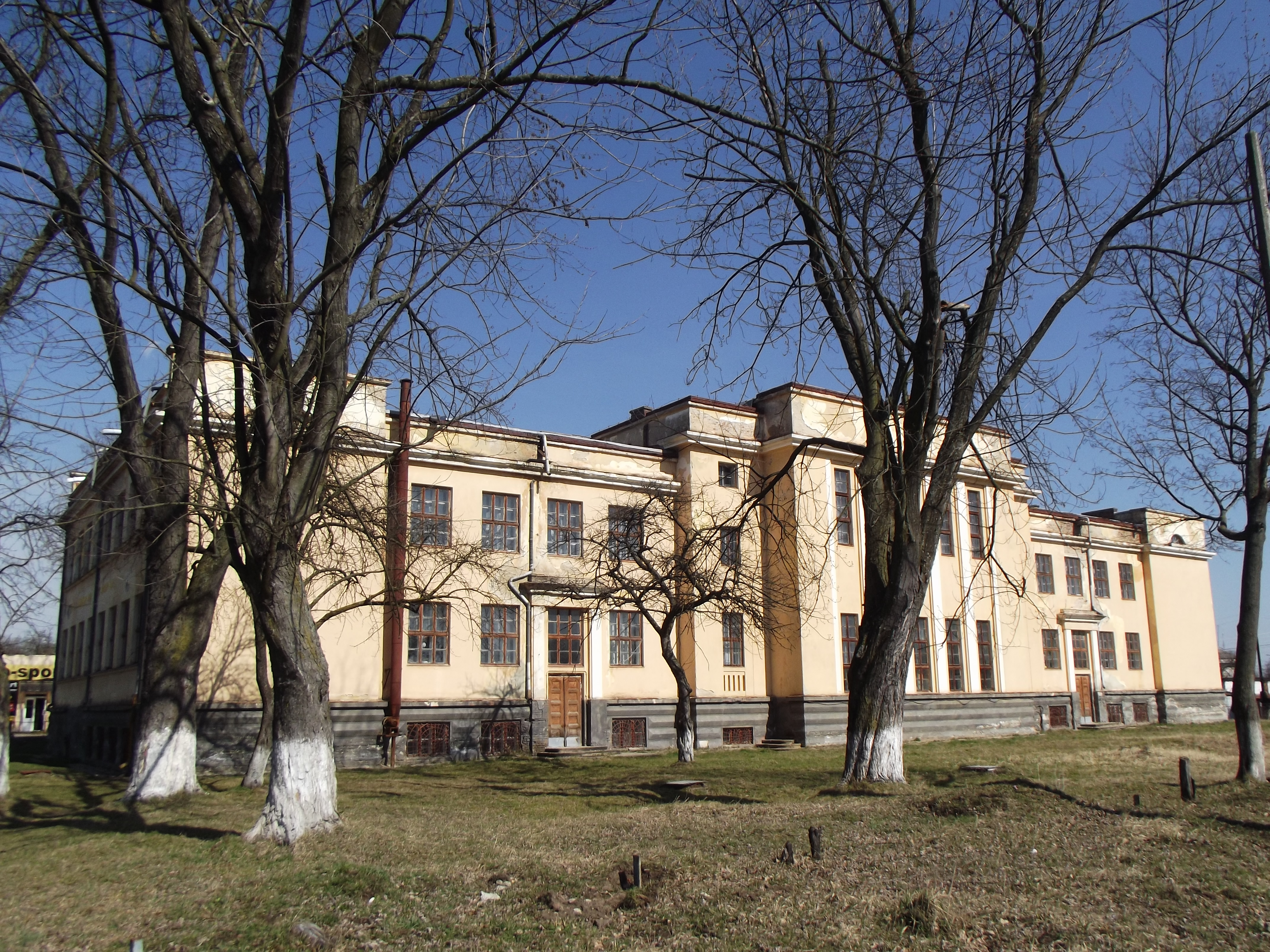
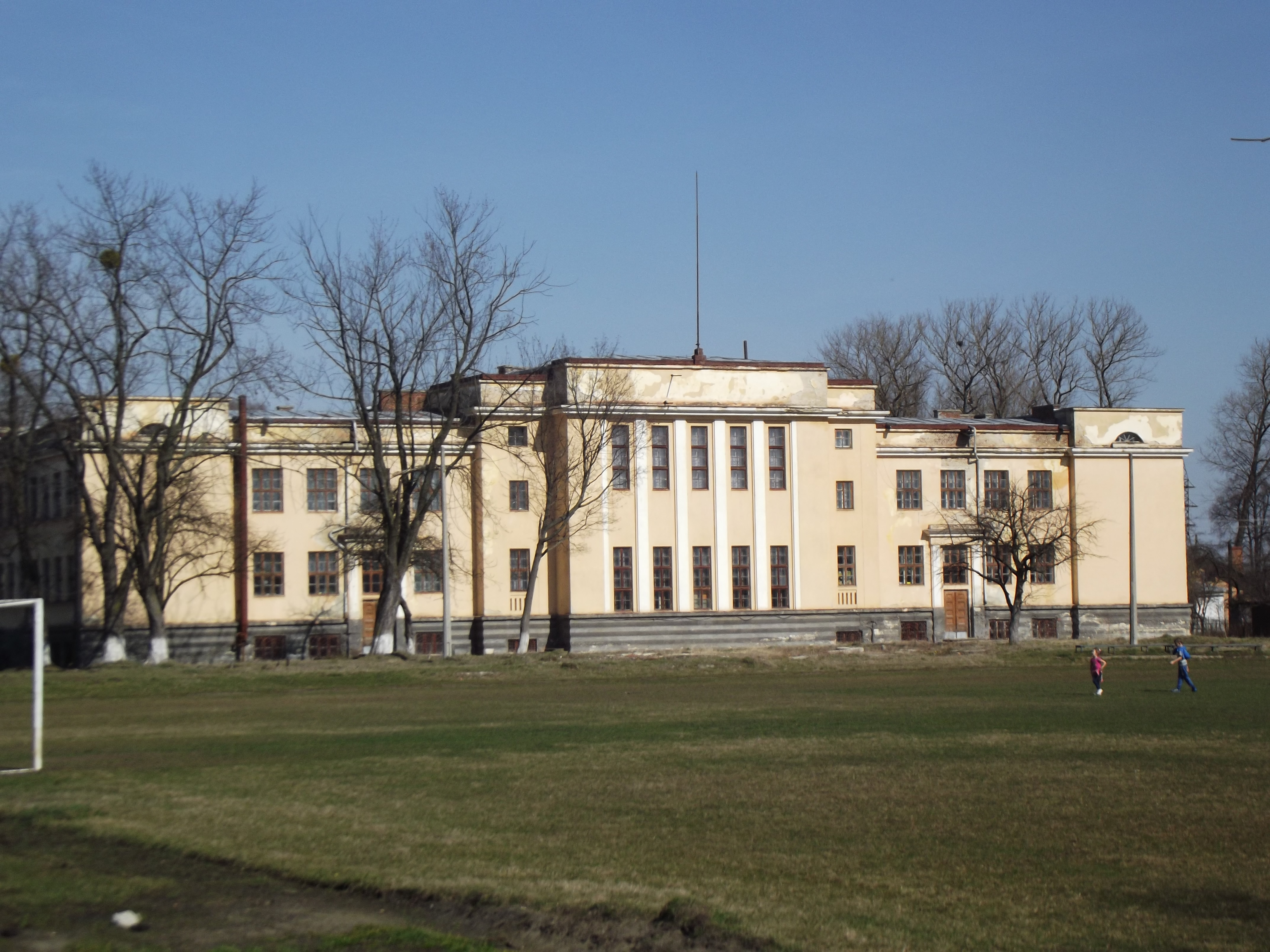

- Гімназія №8 — колишня будівля школи при заводі «Польмін», що збудована вкінці 1920-х років. Сьогодні будівля Гімназії №8 Дрогобицької міської ради